# Komuna e Gjoricës
Gjoricë är en kommundel och tidigare kommun i Bulquizë kommun i Dibër prefektur i Albanien i den nordöstra delen av landet, 60 km öster om huvudstaden Tirana.
Omgivningarna runt Gjoricë är en mosaik av jordbruksmark och naturlig växtlighet.  Runt Gjoricë är det ganska tätbefolkat, med 75 invånare per kvadratkilometer.